# Coleophora absinthii
Coleophora absinthii é uma espécie de mariposa do gênero Coleophora pertencente à família Coleophoridae.